# Pater Filucius

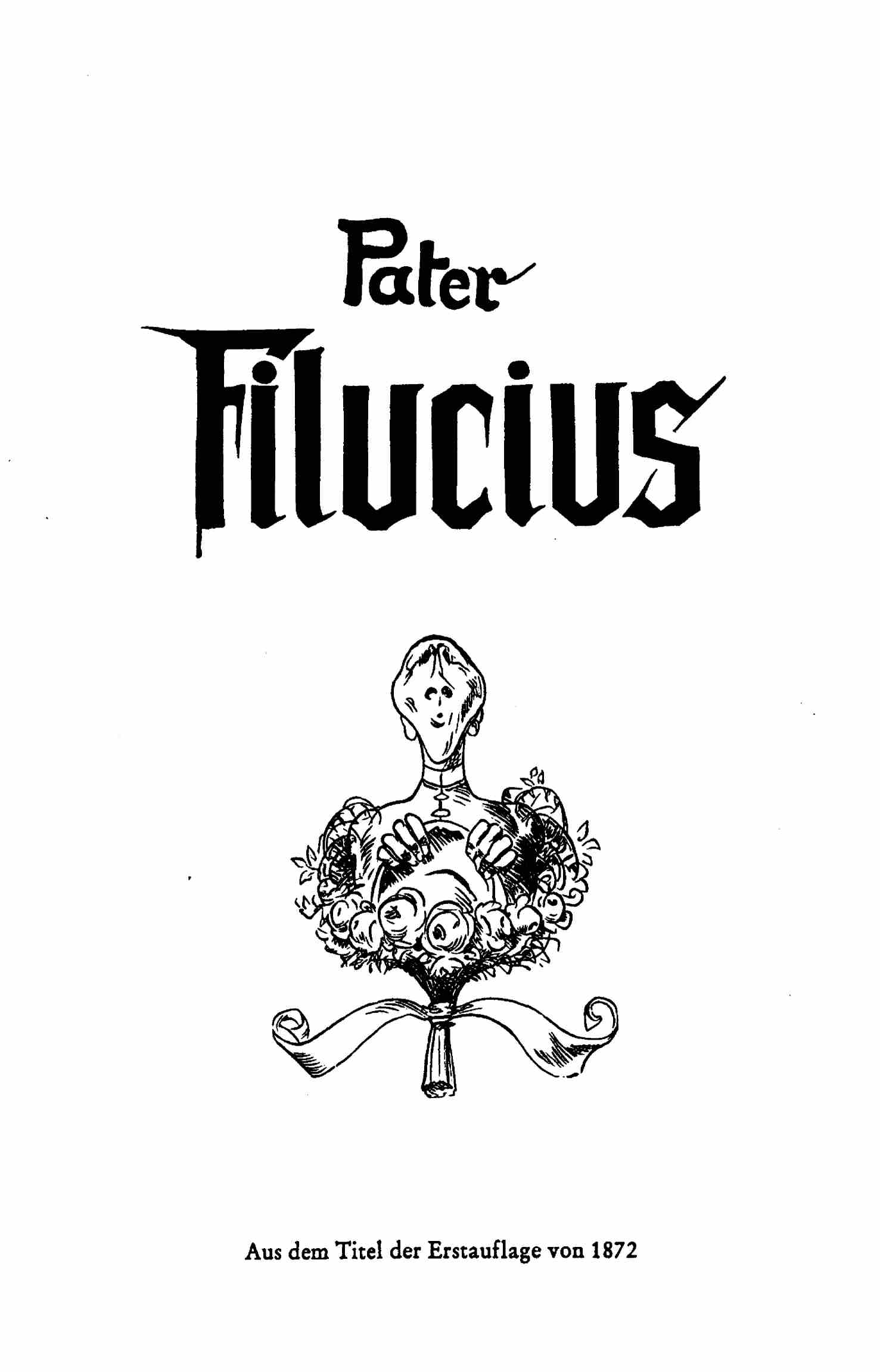
Titelseite zu Pater Filucius

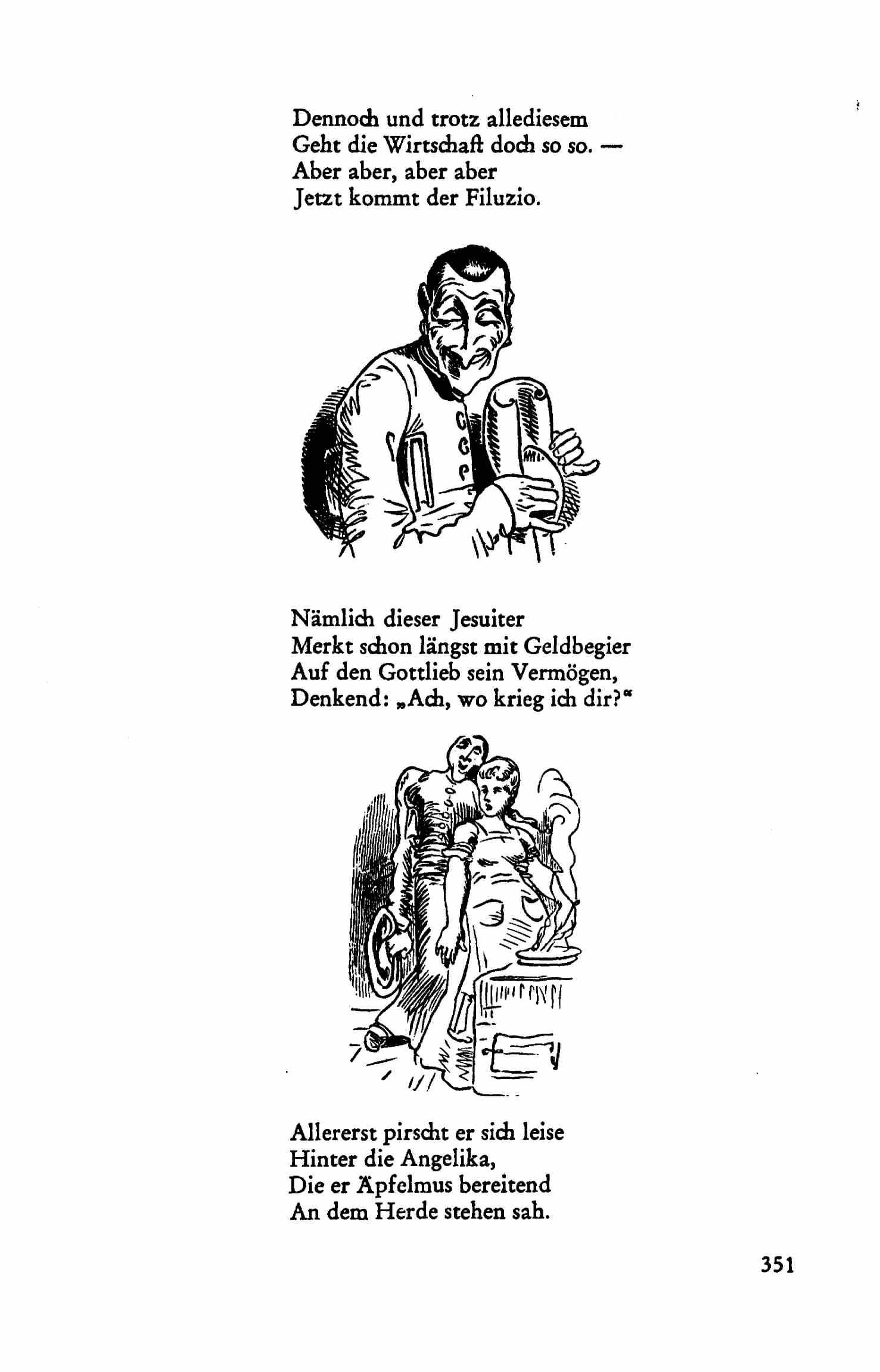
Zwei Einzelszenen aus Pater Filucius

Pater Filucius ist eine antiklerikale Satire des humoristischen Dichters und Zeichners Wilhelm Busch aus der Zeit des Kulturkampfes. Sie erschien 1872 im Bassermann Verlag.

## Vorgeschichte
Wilhelm Busch hatte zu Beginn der 1870er Jahre zwei Bildergeschichten veröffentlicht, die schon ganz oder teilweise von seiner antiklerikalen Haltung geprägt waren. Der heilige Antonius von Padua, der im Verlag Moritz Schauenburg erschienen war, hatte unter anderem dazu geführt, dass die Staatsanwaltschaft den Verleger Moritz Schauenburg in Offenburg wegen Veröffentlichung einer unzüchtigen Schrift anklagte. Moritz Schauenburg wurde zwar von der Anklage 1871 freigesprochen, die Geschichte machte Wilhelm Busch jedoch zu einem bekannten Skandalautor.
Da Moritz Schauenburg weitere Anklagen befürchtete, wurde Buschs zweite antiklerikal geprägte Bildergeschichte Die fromme Helene von seinem langjährigen Freund Otto Friedrich Bassermann veröffentlicht, der den von seinem Vater Friedrich Daniel Bassermann geerbten Verlag weiterführte. Auch diese Geschichte war vor dem Hintergrund des Kulturkampfes sehr erfolgreich und wurde sehr schnell sogar im Ausland veröffentlicht.
Otto Friedrich Bassermann regte daraufhin seinen Freund an, eine Bildergeschichte zu verfassen, die erneut auf eine anti-katholische Leserschaft abzielte. Er hoffte dabei, dass die Bildergeschichte an die Qualität der beiden ersten Bildergeschichten heranreiche.
In ihrer satirischen Überzeichnung von Frömmelei, Aberglauben und spießiger Doppelmoral gehen diese beiden Bildergeschichten weit über den konkreten historischen Kontext hinaus.

## Inhalt
Hauptperson in der Bildergeschichte von Pater Filucius ist der reiche Privatier Gottlieb Michael. Seine beiden Tanten gehören den beiden Konfessionen an, die sich zum Zeitpunkt des Entstehens dieser Bildergeschichte in Deutschland bekämpften. Tante Petrine ist üppig, behäbig und katholisch, Tante Pauline ist mager, spitz und evangelisch. Die Base Angelika ist dagegen vollbusig und blond. Sie wird als Erste von Pater Filucius umworben, dessen Ziel es ist, Gottlieb Michael um sein Geld zu bringen. Als dies nicht gelingt, wirbt er um die Zuneigung der Tante Petrine, der er unter anderem den kleinen Schnauzer Schrupp schenkt, dem allerlei Grausamkeiten widerfahren. Pater Filucius findet sozialistische Kumpane in den Figuren Inter-Nazi und dem Franzosen Jean Lecaq, die gemeinsam mit ihm den wohlhabenden Gottlieb Michael vergiften wollen. Drei Freunde Gottlieb Michaels, der Wachtmeister Hiebel, der Lehrer Fibel und der Bauer Bullerstiebel, machen dem Treiben der drei Bösewichte jedoch mit Rute, Säbel und Mistgabel ein Ende. Gottlieb Michael kann schließlich seine schon lange begehrte Base Angelika heiraten. In späteren Auflagen fügte Busch den folgenden „Schlüssel“ hinzu:

„Man versteht diese allegorische Darstellung der kirchlichen Bewegung, welche sich im Anfang der 70er Jahre abspielte, wenn man für Gottlieb Michael den deutschen Michel, für Tante Petrine die römische, Pauline die evangelische Kirche setzt; die Base Angelika ist dann die freie Staatskirche der Zukunft. Der Jesuit Filucius führt den Hund Schrupp, die demokratische Presse, ein und sucht mit seinen Helfershelfern, der Internationalen und den Franzosen, den Haushalt zu stören; dagegen ruft Michel Hiebel den Wehr-, Fibel den Lehr- und Bullerstiebel den Nährstand zu Hilfe, mit deren Unterstützung er auch die ganze unsaubere Wirthschaft zum Fenster hinauswirft.“

## Rezeption
Es war die einflussreichste und erfolgreichste Satire Buschs, die bis 1894 eine Auflage von 39000 Exemplaren erreichte. Sie wurde von Zeitgenossen zum Teil hoch gelobt: Eduard Daelen sah sie trotz des erkennbaren Tagesinteresses als echt künstlerisches Werk, das durch die Allegorisierung einen bleibenden Wert erhalten habe.

## Heutige Wertung
Die Bildergeschichte Pater Filucius, die sich gegen den damals sehr umstrittenen Jesuitenorden wendet, hat einen stärkeren Zeitbezug als Die fromme Helene oder Der heilige Antonius und wurde von Wilhelm Busch später selbstkritisch als eine allegorische Eintagsfliege bezeichnet. Sie gilt von den drei antiklerikalen Schriften Buschs allerdings heute bei manchen Wissenschaftlern als die schwächste und ist auch das einzige Werk, das Busch auf Anregung eines Verlegers erstellte. Bassermann selber war mit der Bildergeschichte nicht einverstanden. Im Börsenblatt vom 26. Oktober 1872 kündigt er es mit den halbherzigen Worten an:

„Busch behandelt in diesem neuen Werkchen die gegenwärtig die Tagespresse sehr in Anspruch nehmende Jesuitenfrage mit dem ihm eigenen Humor … Es ist ein kleines, anscheinend sehr harmloses Familienstück, in dessen komischen Szenen aber … die Repräsentanten aller streitenden Parteien in allegorischen Figuren auftreten …“

Die Bildergeschichte wird heute von manchen Autoren ähnlich gewertet. Die Busch-Biografin Eva Weissweiler bezeichnet sie als ein simples, schnell zusammengeschustertes Pamphlet auf relativ niedrigem Reflexionsniveau und nennt sie eine politische Tendenzdichtung, mit der Busch sich zum Sozialistenfresser und willigen Sprachrohr Bismarcks gemacht habe. Auch Golo Mann bezeichnet die Geschichte sogar als die unerfreulichste seiner Versgeschichten.

## Einzelbelege
1. ↑  Diers, S. 99.
2. ↑  Katrin Baumgarten: Hagestolz und Alte Jungfer. Waxmann Verlag, ISBN 978-3-8309-5514-6 (com.ph [abgerufen am 9. Mai 2019]).
3. ↑  Pater Filucius auf Gutenberg.de
4. ↑  Roísin Healy, Róisín Healy: The Jesuit Specter in Imperial Germany. BRILL, 2003, ISBN 978-0-391-04194-3, S. 7 (com.ph [abgerufen am 7. Mai 2019]).
5. ↑  Eduard Daelen: Ueber Wilhelm Busch und seine Bedeutung: eine lustige Streitschrift. F. Bagel, 1886 (com.ph [abgerufen am 9. Mai 2019]).
6. ↑  Kraus, S. 68.
7. ↑  zitiert nach Weissweiler, S. 213.
8. ↑  Weissweiler, S. 209.
9. ↑  zitiert nach Weissweiler, S. 209.
10. ↑  Wilhelm Busch: Pater Filucius. 13. Dezember 2004 (gutenberg.org [abgerufen am 15. April 2025]).